# Leptocera caenosa
Leptocera caenosa is een vliegensoort uit de familie van de mestvliegen (Sphaeroceridae). De wetenschappelijke naam van de soort is voor het eerst geldig gepubliceerd in 1880 door Rondani.